# Гамов, Дмитрий Иванович
Дми́трий Ива́нович Га́мов (1834—1903) — русский генерал-майор, исследователь восточного побережья полуострова Корея.
Именем Гамова назван мыс и полуостров в заливе Посьета, маяк на одноимённом мысе и посёлок при маяке. Описывая мыс Гамова, архимандрит Палладий писал: «Мыс назван так в память офицера генерального штаба Гамова, принадлежащего к плеяде наших ученых тружеников, которые с лишениями и разными затруднениями научно исследовали неведомый край Приморской области; непростительно было бы не увековечить имена их наряду с призрачными Босфорами и Золотыми Рогами; мы могли бы обойтись и без Улиссов, Диомидов и Патроклов, когда у нас есть свои Улиссы науки и самопожертвования».

## Биография
Родился в семье представителя дворянского рода Гамовых помещика сельца Выковки Одоевского уезда Тульской губернии (ныне — в Арсеньевском районе Тульской области) отставного майора Ивана Матвеевича Гамова и помещицы сельца Захарово Белевского уезда Тульской губернии Анны Дмитриевны, дочери Дмитрия Николаевича Ладыженского. Восприемниками при крещении были помещик сельца Новокрутого Одоевского уезда коллежский регистратор Василий Игнатьевич Сычев и помещица сельца Выковки Анна Петровна Картавцева.
Выпускник Морского кадетского корпуса (1851), участник описанного И. А. Гончаровым перехода вице-адмирала Е. В. Путятина из Кронштадта в Тихий океан на фрегате «Паллада» (1852—1855). В ходе перехода участвовал в гидрографических работах на восточном побережье Кореи и в заливе Посьета. Произведен в мичманы 13 августа 1854 года. В ходе этих исследований первым увидел мыс, позднее названный его именем.
Участник боевых действий Крымской войны на Балтийском море. В 1855 году коалицией в составе Британской, Французской, Османской империй и Сардинского королевства была снаряжена эскадра в составе 67 судов. Гамов участвовал в отражении нападения эскадры.
В 1856—1860 годах совершал плавания в Балтийском и Средиземном морях. Произведен в лейтенанты 17 апреля 1860 года. Прикомандирован к Офицерской стрелковой школе 25 ноября 1862 года, к Преображенскому полку — 17 августа 1863 года. В марте того же года произведен в поручики, в марте 1866 года — в штабс-капитаны.
Д. И. Гамов отвечал за полковой госпиталь (1868—1870) и за хозяйство полка (1870—1875); произведён в подполковники 30 августа 1873 года. Начиная с 1875 года Гамов был адъютантом генерала от инфантерии П. Г. Ольденбургского, после смерти которого 2 мая 1881 года зачислен «по гвардейской пехоте», а позднее в запас. Уволен от службы с производством в генерал-майоры 15 ноября 1886 года, после чего удалился в бывшее имении матери в селе Большое Захарово Белевского уезда Тульской губернии.
Умер 22 мая (4 июня) 1903 года в Москве, похоронен на Семёновском военном кладбище.
В честь Д. И. Гамова названы: мыс (Японское море, залив Петра Великого) — открыт в 1854 году экипажем фрегата «Паллада» (им же присвоено имя); полуостров (Японское море, залив Петра Великого) — полуостров оканчивается мысом Гамова.